# کشتی آیرونکلاد هیئی
کشتی آیرونکلاد هیئی (به انگلیسی: Japanese ironclad Hiei) یک کشتی بود که طول آن ۲۲۰ فوت (۶۷٫۱ متر) بود. این کشتی در سال ۱۸۷۷ ساخته شد.